# ホッチキス QF 3ポンド砲
ホッチキス QF 3ポンド砲(QF 3 pounder Hotchkiss)とは水雷艇に対する防御のために1886年に開発された軽量で発射速度の速い47mm砲である。艦載速射砲だけでなく海岸防御や陸上でも使用された。
また、台に乗せたりして臨時の高射砲としても使用された。

## ロシア軍

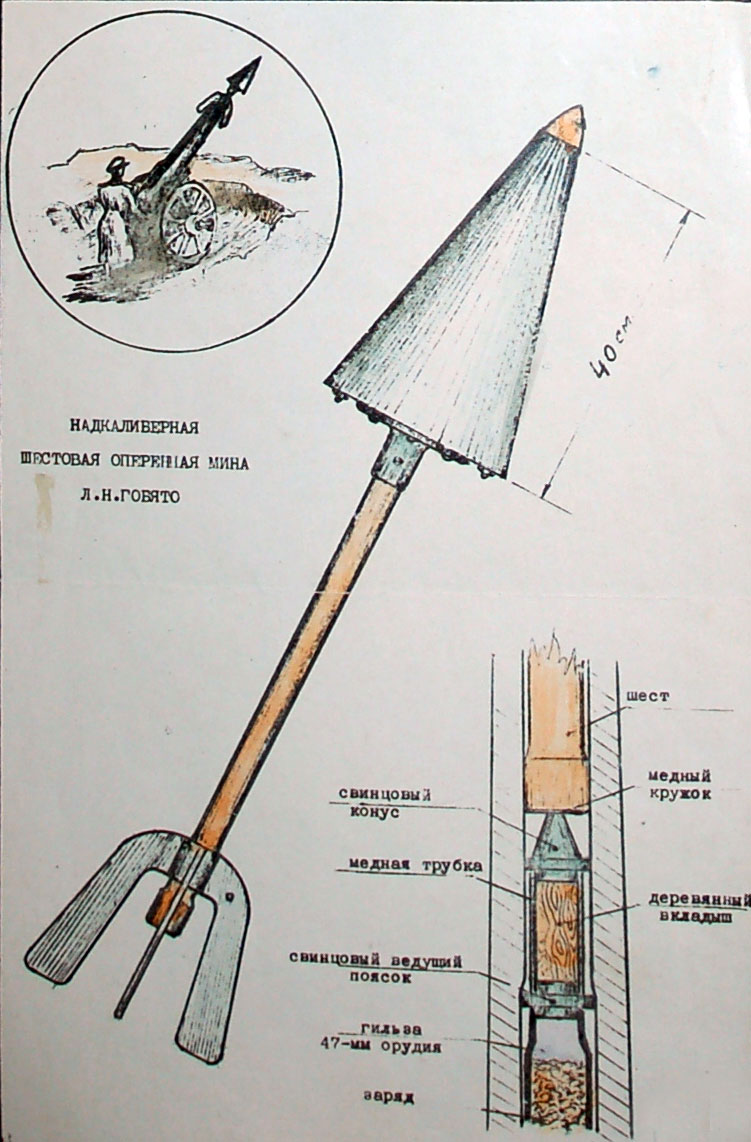
QF 3ポンド砲の砲身に差し込む砲弾を作成してスピガット・モーターとして使用された。

日露戦争で使用され日本軍と撃ち合っている。陸上でも使用されているが、塹壕戦ではほとんど役に立たず、ロシア軍将校のレオニード・ゴビャートが砲口に差し込む砲弾を作成して急造の迫撃砲として日本軍の塹壕へ打ち込まれた。
海軍では1907-1909年の間に退役が進み、第一次世界大戦のころには艦船には搭載されなくなった。
陸揚げされた砲は陸軍で塹壕戦のために転用されることになった。しかし、迫撃砲としては重量も寸法も過大であるため、すぐに新設計された迫撃砲が登場している。
1922年9月には口径を2ミリ減らした45ミリ砲の開発が始まり、完全に退役した。

## 外部
- British Hotchkiss 3-pdr (1.4 kg) - 1.85"/40 (47 mm) - QF Marks I and II